# Jana (Vorname)
Jana (auch Janna, Yana) ist ein weiblicher Vorname.

## Herkunft und Bedeutung
Es handelt sich um die ursprünglich slawische Variante von Johanna („der Herr ist gnädig“). Seltener ist die (aus Ostfriesland stammende) kurzgesprochene Form Janna.
Alternativ stammt Jana aus der römischen Mythologie. Bei Varro erscheint Iana als Alternativform für Diana. Laut Vollmer bezeichnet Jana „die altitalische Mondsgöttin, wovon Diana abgeleitet ist, Diva Jana“.

## Namenstag
- 30. Mai (Johanna von Orléans)
- 24. Juni Johannes der Täufer
- 12. August (Johanna Franziska von Chantal, Ordensgründerin, katholischer Gedenktag im deutschsprachigen Raum)

## Verbreitung
Vor den 1960er-Jahren war der Name Jana kaum gebräuchlich in Deutschland. Gegen Ende der 1960er-Jahre stieg seine Popularität, so dass er kurz vor der Jahrtausendwende einige Male zu den zehn meistvergebenen weiblichen Vornamen des jeweiligen Jahres gehörte. Seit Mitte der 2000er-Jahre hat seine Beliebtheit wieder etwas nachgelassen.

## Varianten
Die männliche Form des Vornamens ist Jan.
Weitere weibliche Formen sind unter anderem: Jaana (finnisch), Janna, Janne, Jane (englisch), Janika (bulgarisch), Janina und Janka (polnisch), Januschka, Janita, Janika, Jantina, Janka (ungarisch), Jonna (dänisch), Janica, Janine (französisch), Sian (englisch), Siân (walisisch) und Yana (russisch).

## Namensträgerinnen

### Jana

#### A
- Jana Arnošová (* 1977), tschechische Handballspielerin
- Jana Azizi (* 1989), deutsche Fernsehmoderatorin

#### B
- Jana Becker (* 1975), deutsche Schauspielerin
- Jana Beller (* 1990), deutsches Fotomodel und Mannequin
- Jana Bellin (* 1947), britisch-tschechoslowakische Schachgroßmeisterin
- Jana Bieger (* 1989), deutsch-amerikanische Turnerin
- Jana Bobošíková (* 1964), tschechische Politikerin
- Jana Bode (* 1969), deutsche Rodelsportlerin
- Jana Brandt (* 1965), deutsche Journalistin, Redakteurin und Fernsehproduzentin
- Jana Brejchová (* 1940), tschechische Schauspielerin
- Jana Bundfuss (* 1979), deutsche Pornodarstellerin und Moderatorin
- Jana Burmeister (* 1989), deutsche Fußballspielerin

#### C
- Jana Cebulla (* 1977), deutsche Journalistin, Hörfunkmoderatorin und Medienmanagerin
- Jana Chochlowa (* 1985), russische Eistänzerin
- Jana Cieslarová (* 1971), tschechische Orientierungsläuferin
- Jana Čižnárová (* 1993), slowakische Badmintonspielerin
- Jana Cova (* 1980), tschechische Pornodarstellerin

#### D
- Jana Dörries (* 1975), deutsche Schwimmerin
- Jana Drbohlavová (1940–2019), tschechische Schauspielerin

#### E
- Jana Epple (* 2000), deutsche Handballspielerin

#### F
- Jana Fischer (* 1999), deutsche Snowboarderin
- Jana Frey (* 1969), deutsch-schweizerische Autorin

#### G
- Jana Galíková-Hlaváčová (* 1963), tschechische Orientierungsläuferin
- Jana Gantnerová-Šoltýsová (* 1959), slowakische Skirennläuferin
- Jana Gereková (* 1984), slowakische Biathletin
- Jana Groß (* 1969), deutsche Musikerin
- Jana Grzimek (* 1964), deutsche Bildhauerin

#### H
- Jana Halliday (* 1997), belarussische Billardspielerin
- Jana Hartmann (* 1981), deutsche Leichtathletin
- Jana Heinrich (* 1986), deutsche Basketballspielerin
- Jana Henke (* 1973), deutsche Schwimmerin
- Jana Hensel (* 1976), deutsche Autorin

#### I
- Jana Ina (* 1976), brasilianische Moderatorin, Schauspielerin und Model

#### J
- Jana Jürß (* 1970), deutsche Schriftstellerin

#### K
- Jana Kandarr (* 1976), deutsche Tennisspielerin
- Jana Klinge (* 1980), deutsche Schauspielerin
- Jana Klotschkowa (* 1982), ukrainische Schwimmerin
- Jana Krause (* 1987), deutsche Handballspielerin
- Jana Krivec (* 1980), slowenische Schachspielerin

#### L
- Jana Lindsey (* 1984), US-amerikanische Freestyle-Skierin
- Jana Linke (* 1990), deutsche Fußballspielerin
- Jana Löber (* 1997), deutsche Fußballspielerin

#### M
- Jana Mashonee (* 1980), US-amerikanische Sängerin
- Jana Moravcová (1937–2018), tschechische Schriftstellerin und Dichterin
- Jana Münster (* 1998), deutsche Nachwuchsschauspielerin

#### N
- Jana Nagyová (* 1959), slowakische Schauspielerin
- Jana Neubert (* 1984), deutsche Leichtathletin
- Jana Novotná (1968–2017), tschechische Tennisspielerin

#### O
- Jana Oľhová (* 1959), slowakische Schauspielerin
- Jana Osterkamp (* 1977), deutsche Rechtshistorikerin

#### P
- Jana Pallaske (* 1979), deutsche Schauspielerin
- Jana Paradigi (* 1972), deutsche Autorin
- Jana Pareigis (* 1981), deutsche Journalistin und Fernsehmoderatorin
- Jana Petersen (* 1978), deutsche Schauspielerin und Journalistin
- Jana Petrik (* 1996), österreichische Radiomoderatorin
- Jana Pittman (* 1982), australische Sprinterin und Hürdenläuferin

#### R
- Jana Riva (* 1994), deutsche Schauspielerin und Webvideoproduzentin
- Jana Röhlinger (* 1992), deutsche Schauspielerin
- Jana Romanowa (* 1983), russische Biathletin
- Jana Julia Roth (* 1990), deutsche Schauspielerin und Synchronsprecherin

#### S
- Jana Schadrack (* 1981), deutsche Fußballspielerin
- Jana Scheerer (* 1978), deutsche Schriftstellerin
- Jana Schemjakina (* 1986), ukrainische Degenfechterin und Olympiasiegerin
- Jana Schiedek (* 1974), deutsche Politikerin
- Jana Schimke (* 1979), deutsche Politikerin
- Jana Schneider (* 2002), deutsche Schachspielerin
- Jana Schölermann (* 1987), deutsche Schauspielerin und Synchronsprecherin
- Jana Sebastian (* 1990), deutsche Fußballspielerin
- Jana Simon (* 1972), deutsche Schriftstellerin und Journalistin
- Jana Sorgers (* 1967), deutsche Ruderin
- Jana Sýkorová (1973), tschechische Opernsängerin
- Jana Synková (1944–2024), tschechische Schauspielerin

#### T
- Jana Thiel (1971–2016), deutsche Sportjournalistin und -moderatorin
- Jana Tichá (* 1965), tschechische Astronomin
- Jana Torneva (* 1973), deutsche Tänzerin und Choreographin
- Jana Tucholke (* 1981), deutsche Leichtathletin

#### U
- Jana Uderstadt (* 1995), deutsche Triathletin

#### V
- Jana Voigtmann (* 1984), deutsche Badmintonspielerin
- Jana Vojteková (* 1991), slowakische Fußballspielerin
- Jana Volkmann (* 1983), deutsche Schriftstellerin
- Jana Voosen (* 1976), deutsche Schauspielerin

#### W
- Jana Wargers (* 1991), deutsche Springreiterin und Pferdewirtin
- Jana Weilert (* 1986), deutsches Model und Sängerin (Bonnie Strange)
- Jana Werner (* vor 1969), deutsche Schauspielerin und Sängerin
- Jana Wosnitza (* 1993), deutsche Fernsehmoderatorin und Sportjournalistin

#### Z
- Jana Zaumseil (* 1977), deutsche Chemikerin
- Jana Zerlett (* 1986), deutsche Maskenbildnerin und Tattoo-Model
- Jana Žitňanská (* 1974), slowakische Politikerin

### Janna
- Janna Falkenstein (* 1981), deutsche Journalistin und Moderatorin
- Janna Horstmann (* 1984), deutsche Schauspielerin Hör-, OFF- und Synchronsprecherin
- Janna Köhrmann (* 1981), deutsche Faustballerin
- Janna Levin (* 1967), US-amerikanische theoretische Kosmologin und Professorin für Physik
- Janna Marangosoff (* 1969), deutsche Filmschauspielerin und Model
- Janna Nandzik (* 1980), deutsche Drehbuchautorin, Regisseurin und Produzentin
- Janna Ruth (* 1986), deutsche Autorin, Übersetzerin, lebt in Neuseeland
- Janna Striebeck (* 1971), deutsche Schauspielerin und Hörspielsprecherin
- Janna Ji Wonders (* 1978), deutsch-amerikanische Filmregisseurin und Sängerin der Band YA-HA!

### Jannah
- Jannah Sonnenschein (* 1996), niederländisch-mosambikanische Schwimmerin

### Yana
- Yana Daniëls (* 1992), belgische Fußballspielerin
- Yana Gupta (Jana Synková; * 1979), tschechisches Model und Schauspielerin
- Yana Robin La Baume (* 1989), deutsche Schauspielerin
- Yana van der Meulen Rodgers (* 1966), niederländisch-US-amerikanische Wirtschaftswissenschaftlerin und Hochschullehrerin
- Yana Milev, deutsche Künstlerin und Kulturphilosophin
- Yana Morderger (* 1997), deutsche Tennisspielerin
- Yana Lucila Lema Otavalo (* 1974), ecuadorianische Journalistin, Schriftstellerin, Dichterin und Übersetzerin
- Yana Peel (* 1974), britische Geschäftsfrau, Investorin, Philanthropin und Autorin
- Yana Toom (* 1966), estnische Journalistin und Politikerin
- Yana Ugrekhelidze (* 1984), georgische Filmregisseurin, Animatorin und Produzentin
- Yana Vaynzof (* 1981), israelische Physikerin und Elektroingenieurin